# Mateo Tanlongo
Mateo Tanlongo (født 12. august 2003) er en argentinsk fodboldspiller, der spiller for den portugisiske Primeira Liga-klub Rio Ave udlånt fra Sporting CP. Han spillede i efterårssæsonen 2023 for den danske superligaklub F.C. København.

## Klubkarriere

### Rosario Central
Tanlongo begyndte som ungdomsspiller i Rosario Central i marts 2010. Efter 10 år i klubbens akademi, hvor han blev klubbens næstyngste debutant fir reserveholdet, rykkede han op på klubbens førstehold i midten af 2020. En knæskade i oktober holdt ham ude i to måneder. Han fik som 17-årig debut for førsteholdet i januar 2021 i en pokalkamp.

### Sporting CP
I januar 2023 skrev Tanlongo en fire-årig kontrakt med Sporting CP på en fri transfer.

#### F.C. København (leje)
Den 1. september 2023 blev det offentliggjort, at FCK havde indgået en lejeaftale med Sporting CP om Tanlongo gældende for sæsonen med en købsklausul.
Han opnåede begrænset spilletid i sin første halvsæson i klubben, hvor han blot blev noteret for en enkelt kamp i pokalturneringen. I vinterpausen blev lejeaftalen ophævet, og Tanlongo blev herefter udlejet til Rio Ave F.C.

## Landsholdskarriere
Tanlongo blev i 2019 udtaget til Argentinas U/16-landshold.

## Opvækst
Tanlongo er født i Argentina med italienske rødder. Han har dobbelt statsborgerskab.